# Beaumesnil (Eure)
Pour les articles homonymes, voir Beaumesnil.
Beaumesnil est une ancienne commune française, située dans le département de l'Eure en région Normandie, devenue le 1er janvier 2016 une commune déléguée au sein de la commune nouvelle de Mesnil-en-Ouche.

## Géographie
Village du pays d'Ouche.

## Toponymie
Le village est attesté sous la forme latinisée Bello Mesnillo en 1195.

L’appellatif toponymique mesnil « habitation rurale » est issu d'un latin tardif propre à la France du nord : ma[n]sionile, dérivé de ma[n]sio qui a donné maison en français. On le trouve surtout en Normandie, graphié généralement « mesnil » sauf dans l'Orne, où le conseil général a décidé d'une norme orthographique pour simplifier la graphie des toponymes : il s'y écrit donc « ménil ». Le premier élément Beau- représente l’adjectif qualificatif bel, vocalisé en beau par la suite.
Il y a plusieurs autres Beaumesnil en Normandie, par exemple, le hameau de Beaumesnil à Saint-Jouin-Bruneval (pays de Caux) ou encore la commune de Beaumesnil (Calvados).
Anciennes communes rattachées :
- Saint-Lambert en 1792, dont l'église était sous le vocable de saint Lambert, évêque de Maastricht au VIIe siècle. L'édifice a été détruit au milieu du XIXe siècle
- Pierre-Ronde en 1845, attestée sous la forme Pierronde au XVIIe siècle (reg. de la Chambre des comptes)[3]. Nom qui évoque peut-être un ancien monument mégalithique[4]. L'église paroissiale désaffectée est sous le vocable de saint Cyr et fait l'objet d'une restauration complète. Il semble que l'existence d'un culte ancien soit attesté à cet endroit, il est possible que l'église chrétienne ait remplacé un fanum gallo-romain, petit temple de tradition indigène.

## Histoire
Fief de Roger de Beaumont, compagnon de Guillaume le Conquérant.
L'église actuelle de style néo-classique en brique et pierre, a été construite au début du XIXe siècle au centre du bourg, pour remplacer l'ancienne, également sous le vocable de saint Nicolas. Cet autre édifice, dont il ne reste que des vestiges incorporés dans un ancien bâtiment agricole situé rue de l'ancienne église, a été jugé trop excentré. On note aussi la présence d'un vieil if funéraire qui marquait l'ancien cimetière à cet endroit.

### Héraldique
| Armes de Beaumesnil | Elles peuvent se blasonner ainsi aujourd’hui : écartelé : au premier d'azur au chevron d'argent accompagné de trois besants d'or en pointe, au deuxième de gueules aux deux fasces d'argent chargées la première de trois mouchetures d'hermines, la seconde de deux, au troisième d'argent à la fasce de gueules surmontée d'un lambel du même, au quatrième d'azur au cœur enflammé d'or, au filet en croix d'argent brochant sur la partition, la traverse chargée de l'inscription BEAUMESNIL en lettres capitales de sable |

## Politique et administration
| Période                                  | Période   | Identité               | Étiquette       | Qualité                                                                            |
| ---------------------------------------- | --------- | ---------------------- | --------------- | ---------------------------------------------------------------------------------- |
| 1842                                     |           | Désiré-Germain Boucher |                 |                                                                                    |
| 1919                                     | 1925      | L. Filet               |                 |                                                                                    |
| 1953                                     | 1959      | André Dupont           | PSD             | Député (1936-1940)                                                                 |
|                                          | 1989      | Jean-Marie Boivin      |                 |                                                                                    |
| 1989                                     | mars 2001 | Bernadette Roux        | PS              | Directrice d'IME                                                                   |
| mars 2001                                | juin 2020 | Marc Vampa             | UDF puis NC-UDI | Retraité Conseiller général du canton de Beaumesnil (1997-2015) Député (2007-2010) |
| juin 2020                                | En cours  | Françoise Preyre       |                 |                                                                                    |
| Les données manquantes sont à compléter. |           |                        |                 |                                                                                    |

## Démographie
L'évolution du nombre d'habitants est connue à travers les recensements de la population effectués dans la commune depuis 1793. À partir du 1er janvier 2009, les populations légales des communes sont publiées annuellement dans le cadre d'un recensement qui repose désormais sur une collecte d'information annuelle, concernant successivement tous les territoires communaux au cours d'une période de cinq ans. 
Pour les communes de moins de 10 000 habitants, une enquête de recensement portant sur toute la population est réalisée tous les cinq ans, les populations légales des années intermédiaires étant quant à elles estimées par interpolation ou extrapolation. Pour la commune, le premier recensement exhaustif entrant dans le cadre du nouveau dispositif a été réalisé en 2005,.
En 2014, la commune comptait 4 694 habitants, en évolution de +742,73 % par rapport à 2009 (Eure : +2,66 %, France hors Mayotte : +2,49 %).
| 1793 | 1800 | 1806 | 1821 | 1831 | 1836 | 1841 | 1846 | 1851 |
| ---- | ---- | ---- | ---- | ---- | ---- | ---- | ---- | ---- |
| 357  | 391  | 421  | 425  | 508  | 447  | 436  | 563  | 514  |

| 1856 | 1861 | 1866 | 1872 | 1876 | 1881 | 1886 | 1891 | 1896 |
| ---- | ---- | ---- | ---- | ---- | ---- | ---- | ---- | ---- |
| 586  | 603  | 570  | 525  | 527  | 549  | 548  | 531  | 493  |

| 1901 | 1906 | 1911 | 1921 | 1926 | 1931 | 1936 | 1946 | 1954 |
| ---- | ---- | ---- | ---- | ---- | ---- | ---- | ---- | ---- |
| 492  | 505  | 509  | 456  | 482  | 448  | 464  | 628  | 612  |

| 1962 | 1968 | 1975 | 1982 | 1990 | 1999 | 2005 | 2010 | 2014  |
| ---- | ---- | ---- | ---- | ---- | ---- | ---- | ---- | ----- |
| 548  | 512  | 513  | 484  | 527  | 562  | 524  | 572  | 4 694 |

## Culture locale et patrimoine

### Lieux et monuments

#### Autres lieux de Beaumesnil
L'ancienne église paroissiale Saint-Cyr de Pierreronde fait l'objet, à partir de 1991 par les soins d'une association, de travaux de restauration qui s'achèvent en 2023.

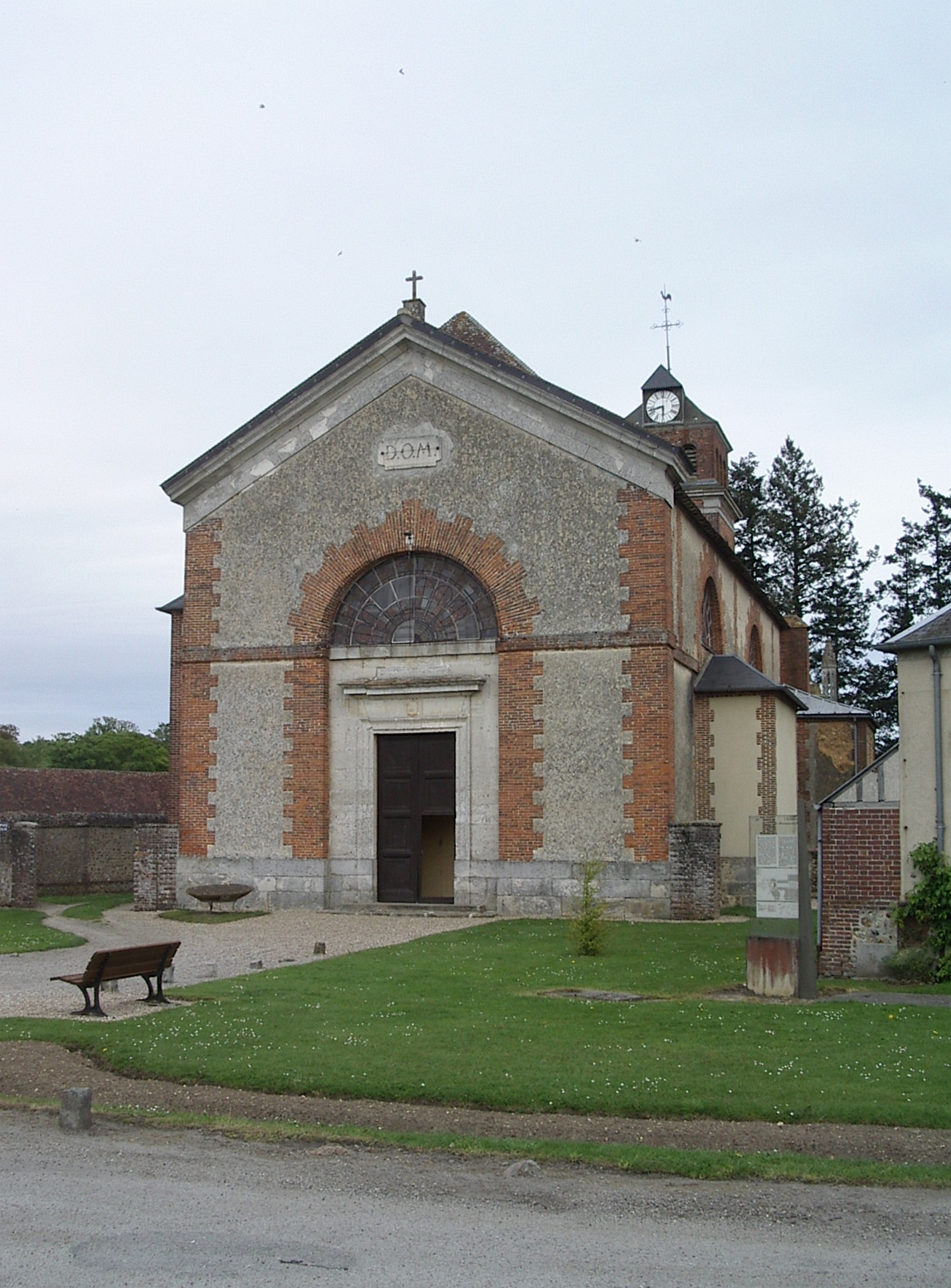
Église Saint-Nicolas
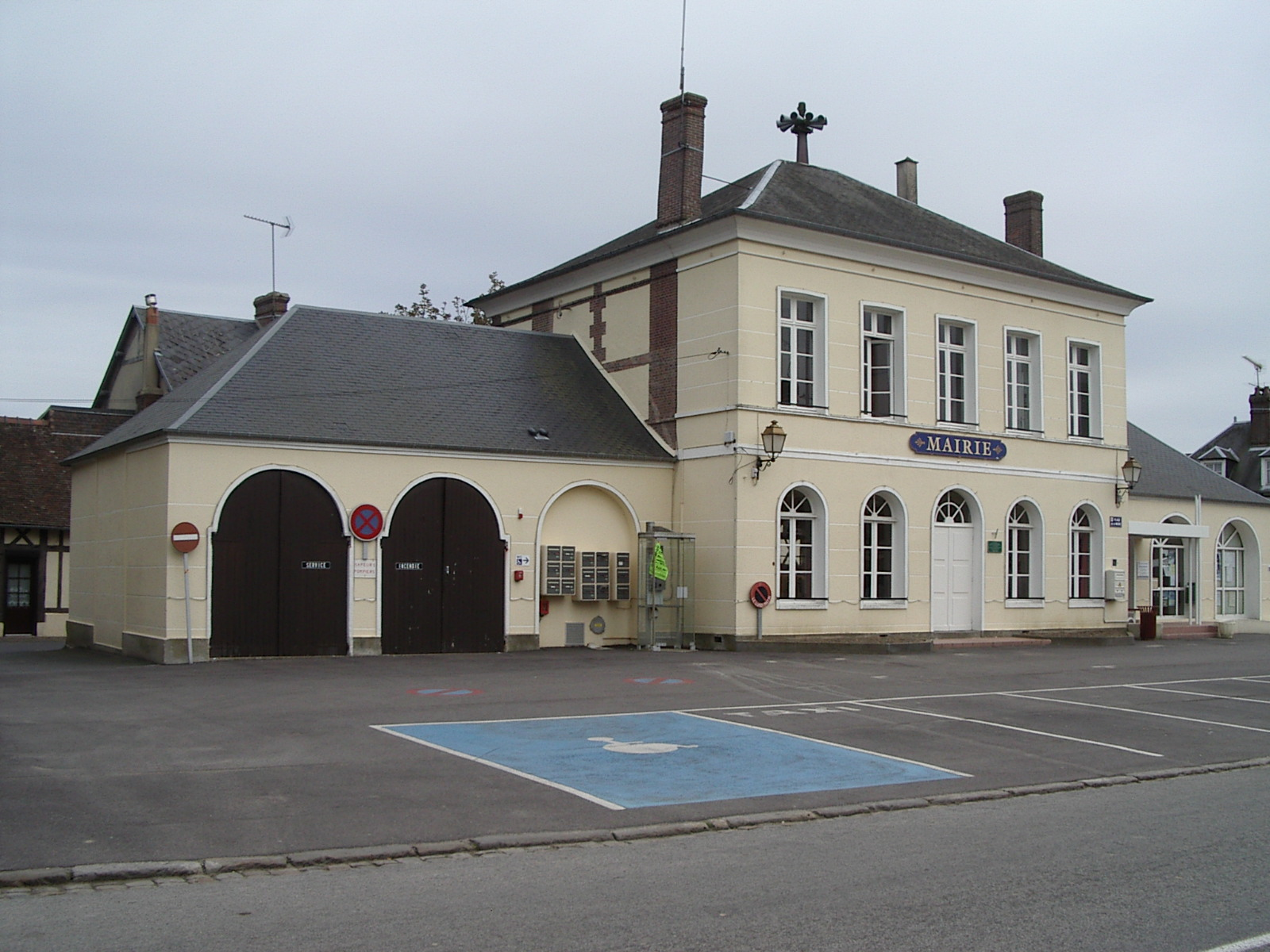
Mairie
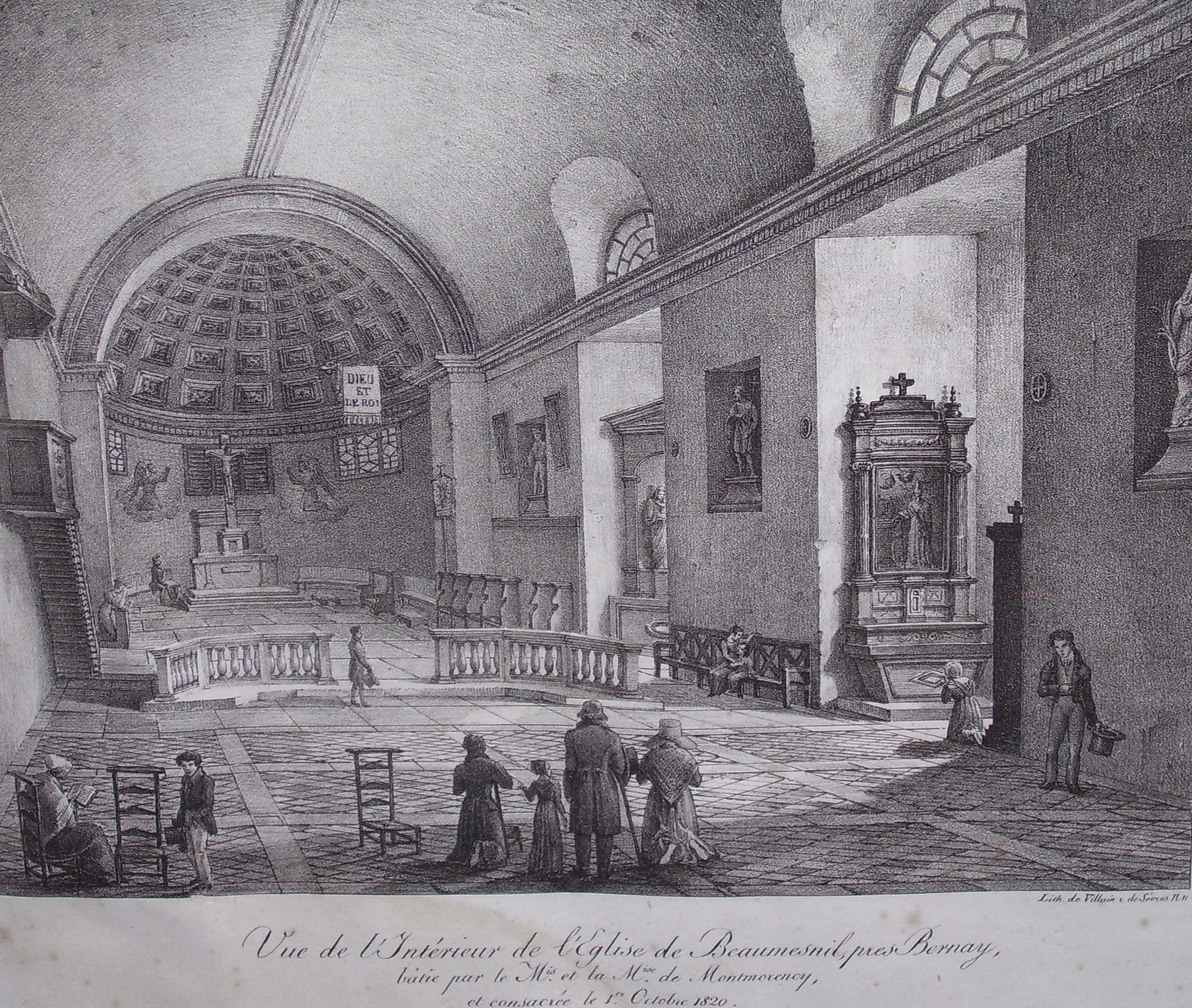
Vue de l'intérieur de l'église de Beaumesnil, lithographie par Édouard-Auguste Villain (1829 - 1876)
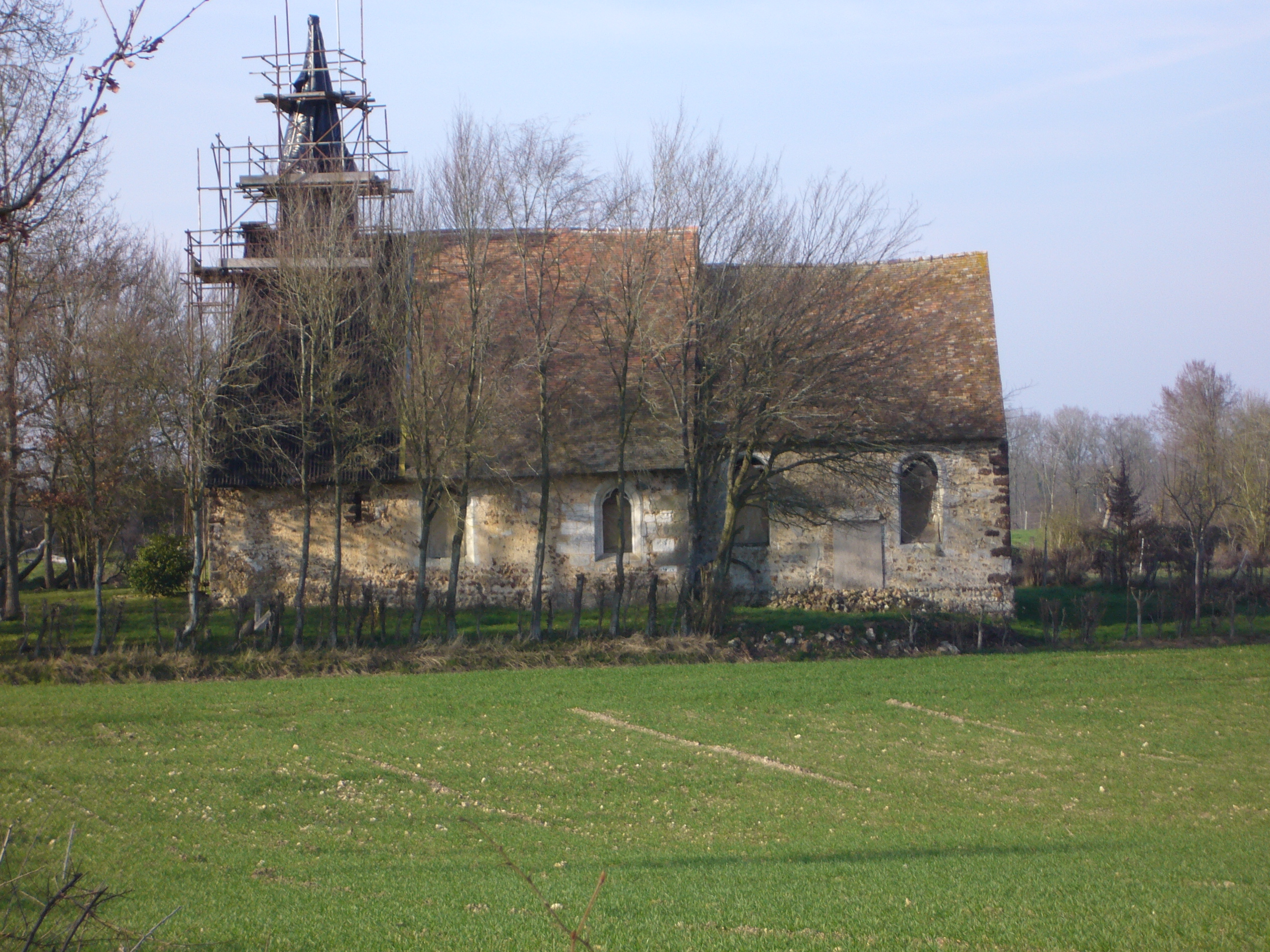
Ancienne église paroissiale Saint-Cyr de Pierreronde

### Patrimoine naturel

#### Site classé
- La motte féodale et le parc du château de Beaumesnil  Site classé (1940)[10].

#### Site inscrit
- L'esplanade, le parc et la perspective du château  Site inscrit (1938, 1947)[11].

## Personnalités liées à la commune
- Louis-Robert Goust (1761 à Beaumesnil-1838), architecte à qui l'on doit la reconstruction de l'église Saint-Nicolas en 1819
- Félix Le Conte, baron de Nonant, propriétaire et fondateur du château de Beaumesnil
- Albert Glatigny (1839-1873), poète parnassien, qui vécut à Beaumesnil[12]
- Charles de Maistre (1832-1897), personnalité de l'Eure, châtelain
- Joseph de Maistre (1861-1931), fils de Charles de Maistre, fondateur en 1906 de l'association Le repos que l'on appelle depuis 1997 association du R. P. Joseph de Maistre, dont dépend l'institut médical éducatif de Beaumesnil